# La zitzània
La Zitzània (francès:  La Zizanie) és el quinzè àlbum de la sèrie Astèrix el gal, amb guió de René Goscinny i dibuix d'Albert Uderzo. Va ser publicat en francès el 1970, amb una tirada original d'un milió d'exemplars.

## Sinopsi
El Senat romà rebutja concedir nous fons a Juli César per a noves conquestes. Així doncs, decideix acabar d'una vegada per a totes amb el petit poble gal que se li resisteixen. Després d'una reunió amb els seus consellers, decideix enviar al poblet a Tullius Detritus, un romà que té un do innat per a provocar disputes.
El primer que fa Detritus tot just arribar a la Gàl·lia és, el dia de l'aniversari de Copdegarrotix, oferir a Astèrix un gerro, afirmant que l'hi dona a «l'home més important del poble». Així comença una «guerra psicològica» destinada a fer que tothom del poble es malfiï de l'altre...
Astèrix, Obèlix i Panoràmix pretenen abandonar el poble per sempre, molestos pel comportament dels seus amics. Però malgrat la credulitat dels vilatans, la saviesa d'Astèrix i Panoràmix fa girar la calúmnia contra el seu autor. Torna la calma i l'harmonia, al final d'una gran batalla en que les quatre guarnicions romanes al voltant del poble llancen una ofensiva simultània que acaba en derrota, malgrat el gran nombre de legionaris. Astèrix agafa Detritus en el seu propi parany sembrant discòrdia entre els romans, fent-los creure que Detritus era el còmplice dels gals contra ells. Aquest últim és retornat a Cèsar per a un judici per alta traïció. L'endemà, Astèrix provoca deliberadament una discòrdia entre els vilatans per venjar-se del seu comportament recent. Però tot acaba bé i un banquet celebra la fi de la discòrdia.

## Comentaris
- El centurió Aérobus té les faccions de l'actor Lino Ventura, conegut per les seves interpretacions com a policia.[2][3] En algun moment pot ser confós amb Sylvester Stallone, amb qui té una certa semblança, encara que el protagonista de Rocky saltaria a la fama temps després.
- El diàleg entre César i Brutus:"Tu també, fill meu" – "Un dia d'aquests li..." fa referència a la frase, pronunciada per César en ser apunyalat per Brutus.
- Brutus nega haver servit mai Gneu Pompeu Magne, com va fer en la vida real. És una curiositat en unes històries en què, si bé són fictícies, sí que estan basades en una acurada investigació de la història i el rerefons social dels hàbits de les poblacions de llavors i actuals.
- Els pirates s'enfonsen ells mateixos el vaixell; episodi que serà recordat en la següent aventura d'Astèrix, Astèrix a Helvècia (p. 11)
- Els núvols del diàleg estan pintats en verd, color de la zitzània, car Detritus la sembra contínuament. En canvi, en el discurs final de Copdegarrótix, el seu núvol té un to rosat.[4]
- En aquest episodi apareixen per primera vegada les dones del poble, a més de Karabella i la senyora Edatdepèdrix, també apareixen les dones d'Ordralfabètix i Esautomàtix (p. 19)
- Al banquet final, Assegurançatòrix està assegut a taula, tot i que lligat i amordassat com sempre.